# La furia degli Apache
La furia degli Apache (El hombre de la diligecia) è un film italo-spagnolo del 1964 diretto da José María Elorrieta con lo pseudonimo di Joseph De Lacy.

## Trama
Un giudice incontra un tale di nome Steve Loman che una volta ha offeso dopo un attacco Apache. L'attacco costringe lui, la sua fidanzata Ruth e i loro compagni passeggeri della diligenza a rifugiarsi in una stazione di servizio.